# Michel Pagel

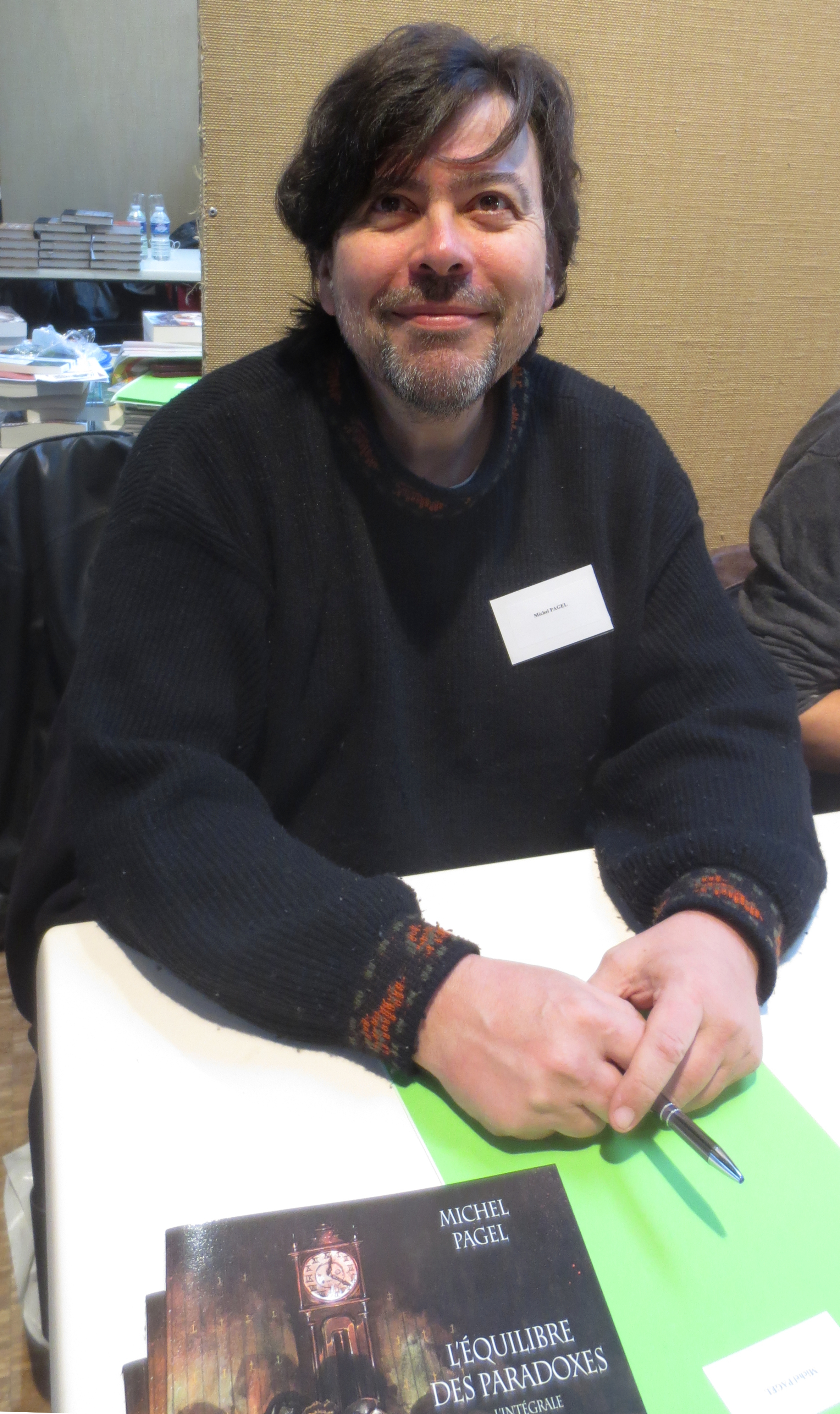
Michel Pagel (2016)

Michel Pagel (geboren am 28. Oktober 1961 in Paris) ist ein französischer Schriftsteller und Übersetzer. Er ist bekannt als Autor von Science-Fiction, Fantasy und Phantastik.

## Leben
Pagel wurde im 9. Arrondissement geboren. Als er ein Jahr alt war, kauften die Eltern ein Haus in der Vorstadt, wo er seine Kindheit und Jugend verbrachte. Sein Vater war Ingenieur, die Mutter Hausfrau, und Pagel wuchs behütet in kleinbürgerlichen Verhältnissen auf. Mit vier Jahren brachte seine Mutter ihm Lesen bei und er wurde zur Leseratte. Schon früh begann er zu schreiben. Wenn ihm der Lesestoff ausging, schrieb er kurze Geschichten in der Art von Enid Blytons Fünf Freunden.
Pagels erste Science-Fiction-Erzählung La Roue Kadique erschien bereits 1978 in dem Magazin Espace Temps, als er gerade 16 Jahre alt war. Seinen ersten Roman Demain matin, au chant du tueur veröffentlichte Pagel dann 1984 in der Reihe Anticipation bei Fleuve Noir. Seither etablierte er sich als vielfach ausgezeichneter Autor von anfangs Science-Fiction und später vorwiegend Fantasy und Horror, wobei Pagel gerne Genregrenzen überschreitet und mit Genrekonventionen spielt. Das trifft insbesondere für die als sein Hauptwerk geltende Serie La Comédie inhumaine zu, eine locker verbundene Reihe von Romanen und Erzählungen, in der er die verschiedensten Gestalten und Sujets der Horrorliteratur aufgreift, umformt oder in neuem Kontext agieren lässt, zum Beispiel in Désirs cruels, wo Pagel eine moderne Lilith als Scheherazade um ihr Leben erzählen lässt.
Außerdem ist Pagel Übersetzer von über 80 Romanen und zahlreichen Erzählungen. Zu den von ihm übersetzten Autoren zählen Douglas Adams, J. G. Ballard, Neil Gaiman, Stephen King, Dean R. Koontz, Rob MacGregor, Michael Moorcock, Peter Straub, David Weber und David Wingrove. Für seine Übersetzung von Joe Haldemans The Forever Peace wurde Pagel 2000 mit dem Grand Prix de l’Imaginaire ausgezeichnet.
Neben seinem wirklichen Namen verwendete Pagel die Pseudonyme Félix Chapel, Mike Nofrost und Pierre-Alexis Orloff, sowie in Zusammenarbeit mit anderen Autoren die Gemeinschaftspseudonyme Luc Belladonnal, Terence Corman und Don A. Seabury.

## Auszeichnungen
- 2000 Prix Rosny aîné und Prix Julia-Verlanger für den Roman L’Équilibre des paradoxes
- 2000 Prix Masterton für die Erzählung La Roche aux fras
- 2000 Grand Prix de l’Imaginaire als Übersetzer von Joe Haldemans La Paix éternelle (The Forever Peace)
- 2001 Prix Bob Morane für den Roman L’Ogresse
- 2003 Grand Prix de l’Imaginaire für den Roman Le Roi d’août
- 2009 Prix Masterton, Spezialpreis als bester französischsprachiger Autor der letzten 10 Jahre

## Bibliografie

### Serien
Die Serien sind nach dem Erscheinungsjahr des ersten Teils geordnet.
L’Ange du désert
- 1 L’Ange du désert (1985)
- 2 La Ville d’acier (1986)

Les Flammes de la nuit
- 1 Rowena (1986)
- 2 Le Fou (1986)
- 3 Les Cavaliers dorés (1987)
- 4 Soleil pourpre, soleil noir (1987)

La Comédie inhumaine
- 1 Sylvana (1989)
- 2 Nuées ardentes (1997)
- 3 Le Diable à quatre (1988)
- 4 Désirs cruels et autres récits (1989)
- 5 Les Antipodes et autres récits (2003)
- 6 L’Ogresse (2000)
- 7 L’Esprit du vin et autres récits (2005)
- 8 L’Oeuvre du Diable (2004)

Les Antipodes
- 1 L’Antre du serpent (1990)
- 2 Le Refuge de l’agneau (1991)

Tom Goupil
- Le Crâne du Houngan (1995)
- L’Héritier de Soliman (1995)

Les Immortels
- 1 Les Mages de Sumer (2006)
- 2 Les Mages du Nil (2006)

### Einzelromane
- Demain matin, au chant du tueur ! (1984)
- La Taverne de l’espoir (1984)
- Le Viêt-nam au futur simple (1984)
- Pour une poignée d’Helix Pomatias (1988)
- Le Cimetière des astronefs (1991)
- Orages en terre de France (1991)
- Casino perdu (1998)
- Cinéterre (1998)
- La Comédie inhumaine (1998)
- Les Vampires derrière l’écran (1998)
- L’Équilibre des paradoxes (1999)
- La Sirène de l’espace (1999)
- Les Flammes de la nuit (2000)
- Le Roi d’août (2002)
- Nuées ardentes, suivi de Sylvana (2002)
- Le Diable à quatre et autres récits (2003)
- Les Escargots se cachent pour mourir (2003)
- Le Casino perdu, suivi de Orages en terre de France (2006)
- La Vie à ses rêves (2011)
- Le Dernier des Francs (2012)
- Désirs cruels et autres récits (2016)
- Le Club (2016)
- Les Antipodes (2016)
- Pour une poignée de nanars (2018)

zusammen mit Olivier Raynaud und Pierre Bénichou unter dem Gemeinschaftspseudonymen Don A. Seabury und Terence Corman:
- Carnage aux Caraïbes (1987, als Don A. Seabury & Terence Corman)
- Les Enfants du Diable (1987, als Don A. Seabury & Terence Corman)
- Les Hommes d'acier (1987, als Terence Corman)
- Les Murailles de l'angoisse (1987, als Don A. Seabury & Terence Corman)
- Les Parasites de l'horreur (1987, als Don A. Seabury & Terence Corman)
- Le Rituel des damnés (1988, als Terence Corman)

als Félix Chapel:
- Les Ailes tranchées (1990)
- Les Éphémères des sables (1990)
- Le Sang de Fulgavy (1990)
- Le Temple de la mort turquoise (1990)
- Les Fêtes de Hrampa (1991)

als Pierre-Alexis Orloff:
- L'Effroyable vengeance de Panthéra (2008)
- Panthera contre Faustus (2011)
- La Mère de Panthera (2014)
- Un Amour de Panthéra (2016)
- Panthéra et la Sorcière du Poitou (2018)

### Erzählungen und Kurzgeschichten
- La Roue Kadique (1978)
- Crescendo (1982)
- Histoire d’un homme qui aime, qui rêve et qui meurt (1982)
- Les Cinq tentacules de méduse (1982)
- Les Rêves Secrets des araignées martiennes (1982)
- Ma création, mon esclave, mon ami (1982, mit Luc Blanchard)
- Paysage mental d’un assassin (1982)
- Projection (1982)
- Alcool et (dé)raison (1983)
- Brise d’automne (1983)
- Flora (1983)
- Le Chat (1983, mit Pierre-Paul Durastanti)
- Oh, Barbara, quelle connerie l’amour ! (1983)
- Le Phénix (1984)
- Par delà les murs qui saignent (1984, mit Roland C. Wagner)
- A l’aube de la décennie du Soleil Pourpre (1986)
- Kensaï (1988)
- Les Mains de Farah Yole (1989)
- Bonsoir Maman (1991)
- Bonsoir, Maman (1991)
- Ce n’était qu’un rêve… (1994)
- Le Samouraï (1998)
- Pour être un homme (1998)
- Adieu, Prince Charmant (1999)
- L’Étranger (1999)
- La Roche aux fras (1999)
- 11h00 : Le Syndrome de Bahrengenstein (2000)
- Le Syndrome de Bahrengenstein (2000)
- L’Index brisé (2001)
- Atavisme (2002)
- L’Enlèvement de la reine des feys (2002)
- Mille Pattes (La Comédie Inhumaine) (2002)
- L’Arbre de mort (2003)
- La Route de Memphis (2003)
- Le Goût du sang (2003)
- Le Vampire est vivant ! (2003)
- Hantons ! (2004)
- Le Véritable secret de Wilhelm Storitz (2005)
- Le Monde des A ou la destruction organisée d’une utopie par le professeur A.E. Vandevogtte (2008)
- Le Petit coup d’épée de Maurevert (2008)
- Dans la lumière je viendrai (2011)
- Les Hérauts d’hier (2011)
- Cosplay (2013)
- Erreur d’appréciation (2015)
- Les Fantômes de La Rougemûrière (2016)
- La Mort de John Smith (2018)
- Clifford (2019)
- Le Conte du robot perché ou Marcel Aymé prêtant sa plume à Isaac Asimov (2019)
- Le Junkie sanguinolent (2019)

mit Philippe Caille, André-François und Roland C. Wagner unter dem Gemeinschaftspseudonym Luc Belladonal:
- The Return of the Dianetique (1983)
- Le Retour de la vengeance du fils de Bernard Blanc (1984)

### Sonstige Veröffentlichungen
Lyrik
- Cimetière (1982)
- Sans titre (1982)

Theater
- Star’t'alacreem (1982)
- Le Chanteur de Guadalcanal (1986, mit André-François Ruaud)